# Mariano Valimaña y Abella
Mariano Valimaña y Abella (Calanda, Teruel, 19 de octubre de 1784 - Caspe, Zaragoza, 6 de agosto de 1864) fue un compositor, escritor y sacerdote de España.

## Biografía
Nacido en Calanda (Teruel) de familia de noble alcurnia. Realizó sus estudios religiosos en Madrid y celebró su primera misa en 1808. El cultivo de la música religiosa orientó su actividad como compositor.
Maestro en canto gregoriano, trasladado a Caspe fue nombrado capellán de las capuchinas en 1827, instruyendo en música a las religiosas, para las que compuso sus cuatro misas, de entre las que destacan la Misa del Señor y la Misa de Réquiem. Compuso también varios himnos, salves, novenas, secuencias y villancicos, mostrando un profundo conocimiento de la voz humana. 
Asimismo, fundó la Institución de la Agonía o Preces por los agonizantes, e impulsó el rosario procesional cantado.
También destacó como literato, cultivando la poesía y siendo el autor de los Anales de Caspe, apuntes de carácter histórico que constituyen su obra más difundida en la actualidad.

## Obra musical (Selección)
La obra musical de Valimaña permanece ignota o desaparecida, pendiente de una investigación profunda que la saque a la luz. Entre tanto, no queda sino consignar algunas de sus piezas más relevantes, hoy desconocidas:

### Misas
- Misa del Señor
- Misa de Réquiem
- Misa del Sacramento
- Misa de la Orden

### Novenas
- Novena de la Vera Cruz
- Novena al Pilar
- Novena a Santa María Magdalena

### Otras obras
- Himnos
- Secuencias
- Salves
- Villancicos

## Obra literaria
- Anales de Caspe antiguos y modernos
- Arte
- Cartilla aragonesa